# Royal Succession Act 2013 (New Zealand)
 New Zealands tronfølgelov (engelsk: Royal Succession Act 2013) er en lov, der fastsætter arvefølgen i Det newzealandske monarki. Loven blev vedtaget i december 2013, og den trådte i kraft i marts 2015.

## Konferencen i Perth
Tronfølgeloven bygger på de principper, som Australiens daværende premierminister Julia Gillard fik vedtaget på en konference, som Statssamfundets premierministre holdt i Perth, Vestaustralien i oktober 2011.
Det vigtigste princip fra Perth er, at mænd, der fødes efter den 28. oktober 2011, placeres efter deres ældre søstre i tronfølgen.

## Vedtagelse i parlamentet
Justitsminister Judith Collins fremsatte lovforslaget den 18. februar 2013. Parlamentet vedtog loven den 10. december 2013, og den blev stadfæstet af generalguvernøren den 17. december samme år.
Tronfølgeloven trådte i kraft den 26. marts 2015.